# Акуленко, Василий Иванович
Василий Иванович Акуленко (8 февраля 1937 год, село Дымово, Почепский район, Брянская область) — передовик сельскохозяйственного производства, механизатор, бригадир совхоза «Бауманский» Краснознаменского района Целиноградской области. Герой Социалистического Труда (1980). Депутат Верховного Совета СССР 8-го созыва.

## Биография
Родился в 1937 году в крестьянской семье в селе Дымов Почепского района Брянской области. В 1956 году окончил училище механизаторов в Почепе, после чего отправился по комсомольской путёвке на целину в Казахскую ССР. Долгие годы работал механизатором в колхозе «Бауманский» Краснознаменского района Целиноградской области (сегодня — Егиндыкольский район Акмолинской области).
За выдающиеся достижения в трудовой деятельности был удостоен в 1980 году звания Герой Социалистического Труда.
Избирался депутатом Верховного Совета СССР 8 созыва (1970—1974). В 1986 году был удостоен государственной премии Казахской ССР.

## Награды
- Герой Социалистического Труда (1980);
- Орден Ленина